# Миллер, Алексей Борисович
Алексе́й Бори́сович Ми́ллер (род. 31 января 1962, Ленинград) — российский экономист и государственный деятель. Председатель правления и заместитель председателя совета директоров ПАО «Газпром». Кандидат экономических наук. Герой Труда Российской Федерации (2022).
За поддержку нарушения территориальной целостности Украины во время российско-украинской войны находится под персональными санкциями Великобритании, США, Канады, Австралии, Украины, Новой Зеландии.

## Биография

### Происхождение
Алексей Миллер родился 31 января 1962 года в городе Ленинграде. Мать — Людмила Александровна Миллер (1936—2009), отец — Борис Васильевич Миллер (1935—1986). Родители работали в НИИ радиоэлектроники Министерства авиационной промышленности СССР.
Алексей учился в школе № 330 Невского района города Ленинграда.
В 1984 году окончил Ленинградский финансово-экономический институт им. Н. А. Вознесенского.

### Профессиональная деятельность
В 1980-х годах входил в круг ленинградских экономистов-реформаторов, неформальным лидером которых был Анатолий Чубайс; в 1987 году был членом клуба «Синтез» при Ленинградском дворце молодёжи, в который входили молодые ленинградские экономисты и обществоведы, среди которых: Дмитрий Васильев, Михаил Дмитриев, Андрей Илларионов, Борис Львин, Михаил Маневич, Андрей Ланьков, Андрей Прокофьев, Дмитрий Травин и другие.
- 1987—1990 — аспирант ЛФЭИ им. Н. А. Вознесенского[12];
- 1990—1991 — работа в Комитете по экономической реформе Исполкома Ленсовета;
- 1991—1996 — работа в Комитете по внешним связям мэрии Санкт-Петербурга: начальник отдела, заместитель начальника управления, заместитель председателя Комитета (председателем комитета был В. В. Путин), занимался развитием инвестиционных зон города;
- 1999—2000 — генеральный директор ОАО «Балтийская трубопроводная система»;

В июне 2002 года был избран президентом Европейского делового конгресса (с 2015 года — Международный деловой конгресс), сменив на этом посту Рема Вяхирева.
18 мая 2010 года избран вице-президентом Российского футбольного союза.
Во втором квартале 2012 года занял пост председателя совета директоров ОАО «Российские ипподромы».

### Работа в «Газпроме»
В феврале 2016 года стало известно о продлении контракта с Миллером ещё на 5 лет.
В начале 2010 года глава Миллер занял третье место в рейтинге самых эффективных топ-менеджеров в мире по версии журнала Harvard Business Review. Эксперты изучили работу двух тысяч генеральных директоров компаний, эффективность работы гендиректоров измерялась по доходу акционеров за время нахождения в должности. При этом доход корректировался с учётом инфляции и средних показателей по стране и сектору экономики.

## Санкции
6 апреля 2018 года включён в санкционный «Кремлёвский список» США в числе 17 чиновников и семи бизнесменов из России, приближённых к В. Путину, в «ответ на вредоносную деятельность России».
Из-за нарушения территориальной целостности и независимости Украины во время российско-украинской войны находится под персональными международными санкциями разных стран.
4 марта 2022 года включён в санкционный список Канады «близких соратников режима» как лицо связанное с Газпромом и за «роль в создании условий или поддержке неспровоцированного и неоправданного вторжения России на Украину».
С 10 марта 2022 года находится под санкциями Великобритании так как он «занимается ведением бизнеса в секторе энергетики, имеющем стратегическое значение для правительства России», кроме того «Газпром» обеспечивал поставки СУГ в Крым, незаконно аннексированный Россией в 2014 году. Санкции включают в себя заморозку активов и запрет на въезд.
Указом президента Украины Владимира Зеленского с 24 июня 2022 года находится под санкциями Украины так как Миллер обеспечивает «существенный источник дохода для правительства России, инициировавшего военные действия и геноцид гражданского населения на Украине».
По аналогичным основаниям, с 14 марта 2022 года находится под санкциями Австралии. С 5 апреля 2022 года находится под санкциями Новой Зеландии.

## Личная жизнь, увлечения
Увлекается конным спортом. Владеет жеребцами верховой породы — Весёлый (импортированный из США) и Фрагрант. Жеребцы неоднократно занимали призовые места и являются чистокровными.
Алексея Миллера часто можно увидеть на матчах ФК «Зенит», генеральным спонсором которого является ПАО «Газпром».

## Награды и звания

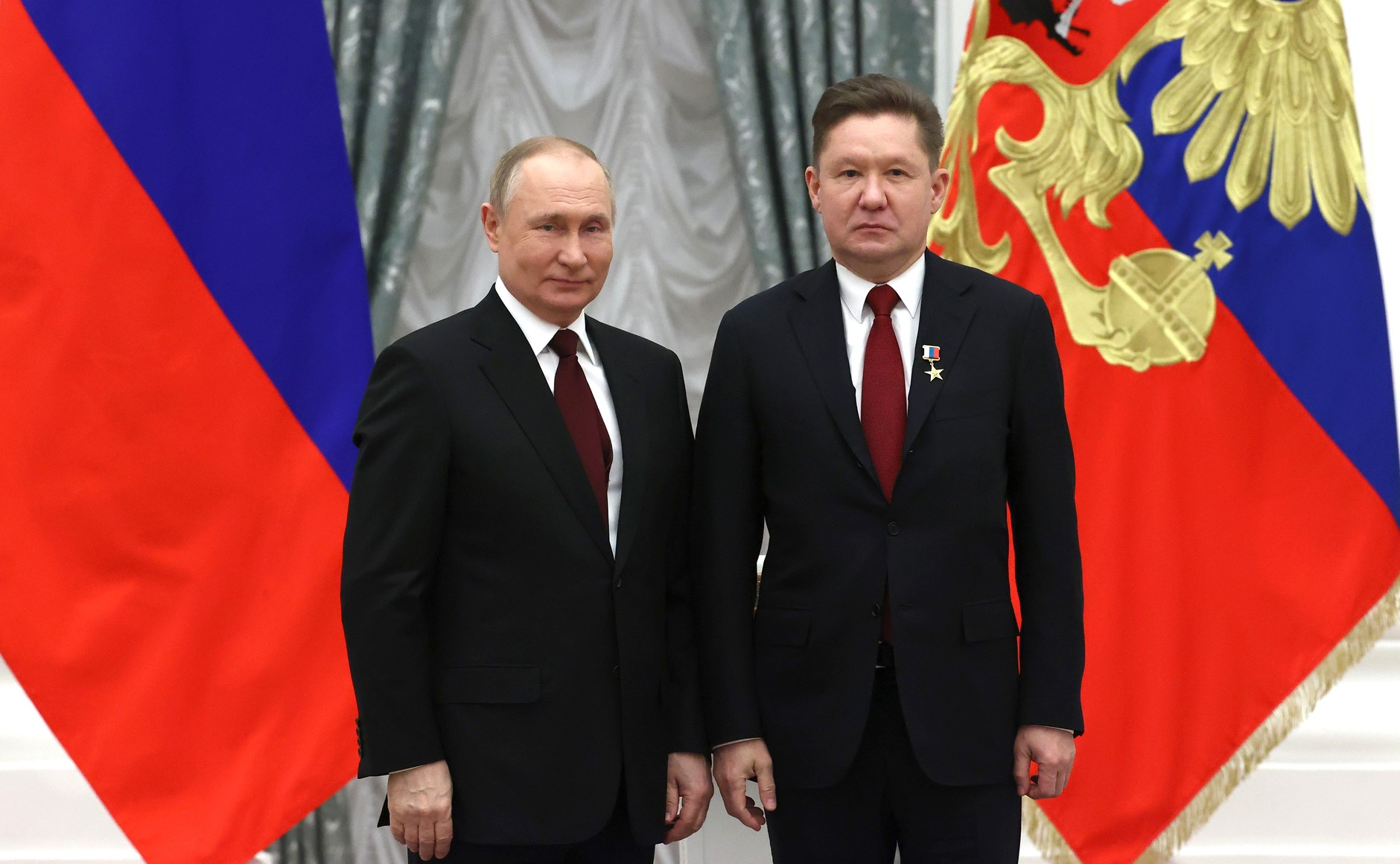
На церемонии награждения званием «Герой Труда Российской Федерации», 2 февраля 2022 года.

- Герой Труда Российской Федерации (20 января 2022 года) — за особые трудовые заслуги перед государством и народом[27]
- Орден «За заслуги перед Отечеством» I степени (2017 год)[28]
- Орден «За заслуги перед Отечеством» IV степени (27 марта 2006 года) — за заслуги в развитии газового комплекса Российской Федерации[29]
- Орден Александра Невского (2014 год)[30]
- Медаль ордена «За заслуги перед Отечеством» II степени (2 марта 2002 года) — за большие заслуги в укреплении российской государственности и многолетнюю добросовестную службу[31]
- Медаль Столыпина П. А. I степени (27 февраля 2018 года, Правительство Российской Федерации) — за заслуги в развитии отечественного газового комплекса и многолетнюю добросовестную работу[32]
- Медаль «За освобождение Крыма и Севастополя» (17 марта 2014 года) — за личный вклад в дело по возвращению Крыма в Россию[33]
- Орден Святого Месропа Маштоца (16 июня 2005 года, Армения) — за значительный вклад в укрепление и развитие армяно-российских экономических связей[34]
- Орден Почёта (1 декабря 2008 года, Армения) — за значительный вклад в расширение экономического сотрудничества между Республикой Армения и Российской Федерацией, развитие и углубление армяно-российских дружественных связей[35]
- Орден Дружбы (16 апреля 2015 года, Армения) — за значительный вклад в развитие и укрепление экономических связей между Республикой Армения и Российской Федерацией, а также в укрепление дружбы между армянским и российским народами[36].
- Орден «Достык» II степени (2 октября 2006 года, Казахстан) — за вклад в укрепление и развитие сотрудничества между Республикой Казахстан и Российской Федерацией[37].
- Орден «Данакер» (15 октября 2016 года, Кыргызстан) — за большой вклад в укрепление кыргызско-российского сотрудничества в нефтегазовой сфере и реализацию социально-экономических проектов на территории Кыргызской Республики[38]
- Орден Почёта (24 августа 2009 года, Южная Осетия) — за заслуги в деле укрепления дружбы и сотрудничества между народами, большой личный вклад в строительство газопровода «Дзуарикау — Цхинвал»[39]
- Орден Республики (8 сентября 2009 года, Молдавия) — в знак признания заслуг в установлении и развитии взаимовыгодных связей между газовыми комплексами Российской Федерации и Республики Молдова[40].
- Великий офицер ордена «За заслуги перед Итальянской Республикой» (12 февраля 2010 года, Италия)[41]
- Командорский крест I степени Почётного знака «За заслуги перед Австрийской Республикой» (Австрия, 2003 год)[42]
- Орден Сербского флага II степени (Сербия, 2019 год)[43]
- Большой Крест ордена Заслуг (Венгрия) — за заслуги в энергетическом сотрудничестве
- Орден Труда I степени (Вьетнам, 2011 год)[44]
- Почётная грамота Президента Российской Федерации (6 февраля 2012 года) — за заслуги в развитии газового комплекса и многолетнюю добросовестную работу[45]
- Почётная грамота правительства Российской Федерации (17 февраля 2013 года) — за заслуги в развитии отечественного газового комплекса и многолетнюю добросовестную работу[46]
- Благодарность Правительства Российской Федерации (30 сентября 2016 года) — за достигнутые трудовые успехи и активную общественную деятельность[47]
- Премия Правительства Российской Федерации в области науки и техники (25 февраля 2011 года) — за разработку технологии производства высокопрочных труб нового поколения для стратегических газотранспортных проектов[48]
- Орден преподобного Сергия Радонежского II степени (РПЦ)
- Орден святого преподобного Серафима Саровского I степени (РПЦ, 2009 год)[49]
- Орден Славы и Чести II степени (РПЦ, 2013 год) — во внимание к трудам на благо Русской Православной Церкви и в связи с 300-летием основания Александро-Невской лавры[50]
- Орден Нижегородской области «За гражданскую доблесть и честь» I степени (2010)[51]
- Орден «За заслуги перед Православной Церковью Казахстана» (2012, Казахстанский митрополичий округ Русской Православной Церкви)[52]
- Почётный гражданин Ленинградской области (2007)[53]
- Почётный гражданин Санкт-Петербурга (2022)[54]
- Почётный гражданин Астрахани (2008)[55]
- Почётный знак «За заботу о красоте города» (Правительство Санкт-Петербурга, 2016 год)[56]